# Lista över fornlämningar i Ronneby kommun (Bräkne-Hoby)
Lista över fornlämningar i Ronneby kommun (Bräkne-Hoby) är en förteckning av ett urval av de fornlämningar som finns i Bräkne-Hoby i Ronneby kommun.
| Namn                              | Lämningstyp                      | Tillkomsttid | Historisk indelning   | Plats | Läge                 | ID-nr          | Bild                                 |
| --------------------------------- | -------------------------------- | ------------ | --------------------- | ----- | -------------------- | -------------- | ------------------------------------ |
| Bräkne-Hoby 1:1                   | Stensättning                     |              | Bräkne-Hoby, Blekinge |       | 56.193094, 15.170187 | 10098800010001 | Ladda upp en bild av detta fornminne |
| Bräkne-Hoby 4:1                   | Stensättning                     |              | Bräkne-Hoby, Blekinge |       | 56.172672, 15.139717 | 10098800040001 | Ladda upp en bild av detta fornminne |
| Bräkne-Hoby 4:2                   | Stensättning                     |              | Bräkne-Hoby, Blekinge |       | 56.172617, 15.139773 | 10098800040002 | Ladda upp en bild av detta fornminne |
| Bräkne-Hoby 4:3                   | Stensättning                     |              | Bräkne-Hoby, Blekinge |       | 56.172721, 15.139574 | 10098800040003 | Ladda upp en bild av detta fornminne |
| Bräkne-Hoby 5:1                   | Gravfält                         |              | Bräkne-Hoby, Blekinge |       | 56.182018, 15.123516 | 10098800050001 | Ladda upp en bild av detta fornminne |
| Bräkne-Hoby 6:1                   | Stensättning                     |              | Bräkne-Hoby, Blekinge |       | 56.183590, 15.123621 | 10098800060001 | Ladda upp en bild av detta fornminne |
| Bräkne-Hoby 8:1                   | Röse                             |              | Bräkne-Hoby, Blekinge |       | 56.187277, 15.125006 | 10098800080001 | Ladda upp en bild av detta fornminne |
| Bräkne-Hoby 10:1                  | Stensättning                     |              | Bräkne-Hoby, Blekinge |       | 56.189384, 15.122155 | 10098800100001 | Ladda upp en bild av detta fornminne |
| Bräkne-Hoby 10:2                  | Stensättning                     |              | Bräkne-Hoby, Blekinge |       | 56.189364, 15.122297 | 10098800100002 | Ladda upp en bild av detta fornminne |
| Bräkne-Hoby 10:3                  | Stensättning                     |              | Bräkne-Hoby, Blekinge |       | 56.189219, 15.122150 | 10098800100003 | Ladda upp en bild av detta fornminne |
| Bräkne-Hoby 11:1                  | Stensättning                     |              | Bräkne-Hoby, Blekinge |       | 56.186179, 15.123189 | 10098800110001 | Ladda upp en bild av detta fornminne |
| Bräkne-Hoby 12:1                  | Stensättning                     |              | Bräkne-Hoby, Blekinge |       | 56.185453, 15.124163 | 10098800120001 | Ladda upp en bild av detta fornminne |
| Bräkne-Hoby 12:2                  | Grav markerad av sten/block      |              | Bräkne-Hoby, Blekinge |       | 56.185549, 15.124624 | 10098800120002 | Ladda upp en bild av detta fornminne |
| Bräkne-Hoby 13:1                  | Stensättning                     |              | Bräkne-Hoby, Blekinge |       | 56.191176, 15.125035 | 10098800130001 | Ladda upp en bild av detta fornminne |
| Bräkne-Hoby 14:1                  | Röse                             |              | Bräkne-Hoby, Blekinge |       | 56.191336, 15.121167 | 10098800140001 | Ladda upp en bild av detta fornminne |
| Bräkne-Hoby 15:1                  | Röse                             |              | Bräkne-Hoby, Blekinge |       | 56.190498, 15.121723 | 10098800150001 | Ladda upp en bild av detta fornminne |
| Bräkne-Hoby 15:2                  | Stensättning                     |              | Bräkne-Hoby, Blekinge |       | 56.191045, 15.121314 | 10098800150002 | Ladda upp en bild av detta fornminne |
| Bräkne-Hoby 15:3                  | Stensättning                     |              | Bräkne-Hoby, Blekinge |       | 56.190781, 15.122118 | 10098800150003 | Ladda upp en bild av detta fornminne |
| Bräkne-Hoby 15:4                  | Husgrund, förhistorisk/medeltida |              | Bräkne-Hoby, Blekinge |       | 56.190876, 15.121926 | 10098800150004 | Ladda upp en bild av detta fornminne |
| Bräkne-Hoby 16:1                  | Stensättning                     |              | Bräkne-Hoby, Blekinge |       | 56.197055, 15.124752 | 10098800160001 | Ladda upp en bild av detta fornminne |
| Bräkne-Hoby 16:2                  | Grav markerad av sten/block      |              | Bräkne-Hoby, Blekinge |       | 56.196991, 15.124596 | 10098800160002 | Ladda upp en bild av detta fornminne |
| Bräkne-Hoby 17:1                  | Stensättning                     |              | Bräkne-Hoby, Blekinge |       | 56.196341, 15.127162 | 10098800170001 | Ladda upp en bild av detta fornminne |
| Bräkne-Hoby 17:2                  | Stensättning                     |              | Bräkne-Hoby, Blekinge |       | 56.196290, 15.127268 | 10098800170002 | Ladda upp en bild av detta fornminne |
| Bräkne-Hoby 18:1                  | Stensättning                     |              | Bräkne-Hoby, Blekinge |       | 56.195977, 15.125118 | 10098800180001 | Ladda upp en bild av detta fornminne |
| Bräkne-Hoby 18:2                  | Stensättning                     |              | Bräkne-Hoby, Blekinge |       | 56.195994, 15.125237 | 10098800180002 | Ladda upp en bild av detta fornminne |
| Bräkne-Hoby 19:1                  | Stensättning                     |              | Bräkne-Hoby, Blekinge |       | 56.196199, 15.125711 | 10098800190001 | Ladda upp en bild av detta fornminne |
| Bräkne-Hoby 19:2                  | Stensättning                     |              | Bräkne-Hoby, Blekinge |       | 56.196206, 15.125868 | 10098800190002 | Ladda upp en bild av detta fornminne |
| Bräkne-Hoby 20:1                  | Gravfält                         |              | Bräkne-Hoby, Blekinge |       | 56.196101, 15.123250 | 10098800200001 | Ladda upp en bild av detta fornminne |
| Bräkne-Hoby 21:1                  | Stensättning                     |              | Bräkne-Hoby, Blekinge |       | 56.194503, 15.124993 | 10098800210001 | Ladda upp en bild av detta fornminne |
| 4) Bruabordet (Bräkne-Hoby 22:1)  | Röse                             |              | Bräkne-Hoby, Blekinge |       | 56.195388, 15.103952 | 10098800220001 | Ladda upp en bild av detta fornminne |
| 4) Bruabordet (Bräkne-Hoby 22:2)  | Stensättning                     |              | Bräkne-Hoby, Blekinge |       | 56.195496, 15.103998 | 10098800220002 | Ladda upp en bild av detta fornminne |
| 4) Bruabordet (Bräkne-Hoby 22:3)  | Stensättning                     |              | Bräkne-Hoby, Blekinge |       | 56.195284, 15.103912 | 10098800220003 | Ladda upp en bild av detta fornminne |
| Bräkne-Hoby 23:1                  | Stensättning                     |              | Bräkne-Hoby, Blekinge |       | 56.190370, 15.117133 | 10098800230001 | Ladda upp en bild av detta fornminne |
| Bräkne-Hoby 23:2                  | Stensättning                     |              | Bräkne-Hoby, Blekinge |       | 56.190518, 15.117100 | 10098800230002 | Ladda upp en bild av detta fornminne |
| Bräkne-Hoby 24:1                  | Grav markerad av sten/block      |              | Bräkne-Hoby, Blekinge |       | 56.191830, 15.116584 | 10098800240001 | Ladda upp en bild av detta fornminne |
| Bräkne-Hoby 25:1                  | Stensättning                     |              | Bräkne-Hoby, Blekinge |       | 56.187886, 15.117129 | 10098800250001 | Ladda upp en bild av detta fornminne |
| Bräkne-Hoby 27:1                  | Stensättning                     |              | Bräkne-Hoby, Blekinge |       | 56.189611, 15.110381 | 10098800270001 | Ladda upp en bild av detta fornminne |
| Bräkne-Hoby 28:1                  | Stensättning                     |              | Bräkne-Hoby, Blekinge |       | 56.192490, 15.111127 | 10098800280001 | Ladda upp en bild av detta fornminne |
| Bräkne-Hoby 29:1                  | Stensättning                     |              | Bräkne-Hoby, Blekinge |       | 56.190978, 15.115662 | 10098800290001 | Ladda upp en bild av detta fornminne |
| Bräkne-Hoby 30:1                  | Hällristning                     |              | Bräkne-Hoby, Blekinge |       | 56.188986, 15.117440 | 10098800300001 | Ladda upp en bild av detta fornminne |
| Bräkne-Hoby 31:1                  | Stensättning                     |              | Bräkne-Hoby, Blekinge |       | 56.181303, 15.108096 | 10098800310001 | Ladda upp en bild av detta fornminne |
| Bräkne-Hoby 32:1                  | Stensättning                     |              | Bräkne-Hoby, Blekinge |       | 56.180041, 15.119808 | 10098800320001 | Ladda upp en bild av detta fornminne |
| Bräkne-Hoby 33:1                  | Stensättning                     |              | Bräkne-Hoby, Blekinge |       | 56.180584, 15.119943 | 10098800330001 | Ladda upp en bild av detta fornminne |
| Bräkne-Hoby 34:1                  | Stensättning                     |              | Bräkne-Hoby, Blekinge |       | 56.180126, 15.118659 | 10098800340001 | Ladda upp en bild av detta fornminne |
| Bräkne-Hoby 35:1                  | Stensättning                     |              | Bräkne-Hoby, Blekinge |       | 56.167102, 15.137455 | 10098800350001 | Ladda upp en bild av detta fornminne |
| Bräkne-Hoby 37:1                  | Stensättning                     |              | Bräkne-Hoby, Blekinge |       | 56.198802, 15.129617 | 10098800370001 | Ladda upp en bild av detta fornminne |
| Bräkne-Hoby 38:1                  | Stensättning                     |              | Bräkne-Hoby, Blekinge |       | 56.198538, 15.129182 | 10098800380001 | Ladda upp en bild av detta fornminne |
| Bräkne-Hoby 39:1                  | Gravfält                         |              | Bräkne-Hoby, Blekinge |       | 56.200773, 15.126634 | 10098800390001 | Ladda upp en bild av detta fornminne |
| Bräkne-Hoby 41:1                  | Stensättning                     |              | Bräkne-Hoby, Blekinge |       | 56.205539, 15.130024 | 10098800410001 | Ladda upp en bild av detta fornminne |
| Bräkne-Hoby 42:1                  | Grav markerad av sten/block      |              | Bräkne-Hoby, Blekinge |       | 56.204483, 15.122116 | 10098800420001 | Ladda upp en bild av detta fornminne |
| Bräkne-Hoby 44:1                  | Stensättning                     |              | Bräkne-Hoby, Blekinge |       | 56.206510, 15.127686 | 10098800440001 | Ladda upp en bild av detta fornminne |
| Bräkne-Hoby 45:1                  | Stensättning                     |              | Bräkne-Hoby, Blekinge |       | 56.207544, 15.121086 | 10098800450001 | Ladda upp en bild av detta fornminne |
| Bräkne-Hoby 45:2                  | Stensättning                     |              | Bräkne-Hoby, Blekinge |       | 56.207613, 15.121159 | 10098800450002 | Ladda upp en bild av detta fornminne |
| Bräkne-Hoby 46:1                  | Stensättning                     |              | Bräkne-Hoby, Blekinge |       | 56.207233, 15.120273 | 10098800460001 | Ladda upp en bild av detta fornminne |
| Bräkne-Hoby 46:2                  | Stensättning                     |              | Bräkne-Hoby, Blekinge |       | 56.206955, 15.120419 | 10098800460002 | Ladda upp en bild av detta fornminne |
| Bräkne-Hoby 47:1                  | Grav markerad av sten/block      |              | Bräkne-Hoby, Blekinge |       | 56.210869, 15.110993 | 10098800470001 | Ladda upp en bild av detta fornminne |
| Bräkne-Hoby 48:1                  | Stensättning                     |              | Bräkne-Hoby, Blekinge |       | 56.206575, 15.112844 | 10098800480001 | Ladda upp en bild av detta fornminne |
| Bräkne-Hoby 49:1                  | Stensättning                     |              | Bräkne-Hoby, Blekinge |       | 56.213024, 15.121341 | 10098800490001 | Ladda upp en bild av detta fornminne |
| Bräkne-Hoby 49:2                  | Stensättning                     |              | Bräkne-Hoby, Blekinge |       | 56.212885, 15.120952 | 10098800490002 | Ladda upp en bild av detta fornminne |
| Bräkne-Hoby 54:1                  | Stensättning                     |              | Bräkne-Hoby, Blekinge |       | 56.201726, 15.087807 | 10098800540001 | Ladda upp en bild av detta fornminne |
| Bräkne-Hoby 55:1                  | Stensättning                     |              | Bräkne-Hoby, Blekinge |       | 56.201158, 15.087990 | 10098800550001 | Ladda upp en bild av detta fornminne |
| Bräkne-Hoby 56:1                  | Stensättning                     |              | Bräkne-Hoby, Blekinge |       | 56.200865, 15.087189 | 10098800560001 | Ladda upp en bild av detta fornminne |
| Bräkne-Hoby 57:1                  | Stensättning                     |              | Bräkne-Hoby, Blekinge |       | 56.200228, 15.086752 | 10098800570001 | Ladda upp en bild av detta fornminne |
| Bräkne-Hoby 57:2                  | Stensättning                     |              | Bräkne-Hoby, Blekinge |       | 56.200142, 15.086175 | 10098800570002 | Ladda upp en bild av detta fornminne |
| Bräkne-Hoby 57:3                  | Stensättning                     |              | Bräkne-Hoby, Blekinge |       | 56.199982, 15.086524 | 10098800570003 | Ladda upp en bild av detta fornminne |
| Bräkne-Hoby 57:4                  | Stensättning                     |              | Bräkne-Hoby, Blekinge |       | 56.199944, 15.086604 | 10098800570004 | Ladda upp en bild av detta fornminne |
| Bräkne-Hoby 58:1                  | Stensättning                     |              | Bräkne-Hoby, Blekinge |       | 56.199469, 15.085742 | 10098800580001 | Ladda upp en bild av detta fornminne |
| Bräkne-Hoby 59:1                  | Stensättning                     |              | Bräkne-Hoby, Blekinge |       | 56.199099, 15.084728 | 10098800590001 | Ladda upp en bild av detta fornminne |
| Bräkne-Hoby 60:1                  | Gravfält                         |              | Bräkne-Hoby, Blekinge |       | 56.199592, 15.083958 | 10098800600001 | Ladda upp en bild av detta fornminne |
| Bräkne-Hoby 61:1                  | Stensättning                     |              | Bräkne-Hoby, Blekinge |       | 56.199397, 15.082310 | 10098800610001 | Ladda upp en bild av detta fornminne |
| Bräkne-Hoby 61:2                  | Stensättning                     |              | Bräkne-Hoby, Blekinge |       | 56.199350, 15.082488 | 10098800610002 | Ladda upp en bild av detta fornminne |
| Bräkne-Hoby 62:1                  | Röse                             |              | Bräkne-Hoby, Blekinge |       | 56.198960, 15.083142 | 10098800620001 | Ladda upp en bild av detta fornminne |
| Bräkne-Hoby 63:1                  | Stensättning                     |              | Bräkne-Hoby, Blekinge |       | 56.205833, 15.088927 | 10098800630001 | Ladda upp en bild av detta fornminne |
| Bräkne-Hoby 63:2                  | Stensättning                     |              | Bräkne-Hoby, Blekinge |       | 56.205766, 15.088809 | 10098800630002 | Ladda upp en bild av detta fornminne |
| Bräkne-Hoby 63:3                  | Stensättning                     |              | Bräkne-Hoby, Blekinge |       | 56.205855, 15.088768 | 10098800630003 | Ladda upp en bild av detta fornminne |
| Bräkne-Hoby 63:4                  | Grav markerad av sten/block      |              | Bräkne-Hoby, Blekinge |       | 56.205920, 15.089468 | 10098800630004 | Ladda upp en bild av detta fornminne |
| Bräkne-Hoby 64:1                  | Stensättning                     |              | Bräkne-Hoby, Blekinge |       | 56.207398, 15.084701 | 10098800640001 | Ladda upp en bild av detta fornminne |
| Bräkne-Hoby 65:1                  | Stensättning                     |              | Bräkne-Hoby, Blekinge |       | 56.201802, 15.135042 | 10098800650001 | Ladda upp en bild av detta fornminne |
| Bräkne-Hoby 65:2                  | Stensättning                     |              | Bräkne-Hoby, Blekinge |       | 56.201898, 15.135169 | 10098800650002 | Ladda upp en bild av detta fornminne |
| Bräkne-Hoby 66:1                  | Stensättning                     |              | Bräkne-Hoby, Blekinge |       | 56.217611, 15.124855 | 10098800660001 | Ladda upp en bild av detta fornminne |
| Bräkne-Hoby 67:1                  | Grav markerad av sten/block      |              | Bräkne-Hoby, Blekinge |       | 56.217939, 15.126227 | 10098800670001 | Ladda upp en bild av detta fornminne |
| Bräkne-Hoby 75:1                  | Grav markerad av sten/block      |              | Bräkne-Hoby, Blekinge |       | 56.227915, 15.116240 | 10098800750001 | Ladda upp en bild av detta fornminne |
| Bräkne-Hoby 75:2                  | Grav markerad av sten/block      |              | Bräkne-Hoby, Blekinge |       | 56.227803, 15.116189 | 10098800750002 | Ladda upp en bild av detta fornminne |
| Bräkne-Hoby 75:3                  | Grav markerad av sten/block      |              | Bräkne-Hoby, Blekinge |       | 56.227685, 15.116183 | 10098800750003 | Ladda upp en bild av detta fornminne |
| Bräkne-Hoby 77:1                  | Begravningsplats                 |              | Bräkne-Hoby, Blekinge |       | 56.231462, 15.117810 | 10098800770001 | Ladda upp en bild av detta fornminne |
| Bräkne-Hoby 78:1                  | Begravningsplats                 |              | Bräkne-Hoby, Blekinge |       | 56.232068, 15.117243 | 10098800780001 | Ladda upp en bild av detta fornminne |
| Bräkne-Hoby 79:1                  | Stenkammargrav                   |              | Bräkne-Hoby, Blekinge |       | 56.222638, 15.108227 | 10098800790001 | Ladda upp en bild av detta fornminne |
| Bräkne-Hoby 81:1                  | Gravfält                         |              | Bräkne-Hoby, Blekinge |       | 56.239795, 15.107568 | 10098800810001 | Ladda upp en bild av detta fornminne |
| Bräkne-Hoby 82:1                  | Gravfält                         |              | Bräkne-Hoby, Blekinge |       | 56.241626, 15.105194 | 10098800820001 | Ladda upp en bild av detta fornminne |
| Bräkne-Hoby 83:1                  | Grav markerad av sten/block      |              | Bräkne-Hoby, Blekinge |       | 56.242611, 15.107312 | 10098800830001 | Ladda upp en bild av detta fornminne |
| Bräkne-Hoby 84:1                  | Grav markerad av sten/block      |              | Bräkne-Hoby, Blekinge |       | 56.244572, 15.111415 | 10098800840001 | Ladda upp en bild av detta fornminne |
| Bräkne-Hoby 86:1                  | Grav markerad av sten/block      |              | Bräkne-Hoby, Blekinge |       | 56.241769, 15.107887 | 10098800860001 | Ladda upp en bild av detta fornminne |
| Bräkne-Hoby 87:1                  | Grav markerad av sten/block      |              | Bräkne-Hoby, Blekinge |       | 56.240861, 15.104917 | 10098800870001 | Ladda upp en bild av detta fornminne |
| Bräkne-Hoby 88:1                  | Grav markerad av sten/block      |              | Bräkne-Hoby, Blekinge |       | 56.255643, 15.117296 | 10098800880001 | Ladda upp en bild av detta fornminne |
| Bräkne-Hoby 88:2                  | Grav markerad av sten/block      |              | Bräkne-Hoby, Blekinge |       | 56.255580, 15.117194 | 10098800880002 | Ladda upp en bild av detta fornminne |
| Bräkne-Hoby 88:3                  | Grav markerad av sten/block      |              | Bräkne-Hoby, Blekinge |       | 56.255662, 15.117135 | 10098800880003 | Ladda upp en bild av detta fornminne |
| Bräkne-Hoby 89:1                  | Hällristning                     |              | Bräkne-Hoby, Blekinge |       | 56.250276, 15.103835 | 10098800890001 | Ladda upp en bild av detta fornminne |
| Bräkne-Hoby 91:1                  | Röse                             |              | Bräkne-Hoby, Blekinge |       | 56.221900, 15.123404 | 10098800910001 | Ladda upp en bild av detta fornminne |
| Bårkullen (Bräkne-Hoby 93:1)      | Fornborg                         |              | Bräkne-Hoby, Blekinge |       | 56.232835, 15.183047 | 10098800930001 | Ladda upp en bild av detta fornminne |
| Bräkne-Hoby 94:1                  | Grav markerad av sten/block      |              | Bräkne-Hoby, Blekinge |       | 56.196507, 15.123334 | 10098800940001 | Ladda upp en bild av detta fornminne |
| Bräkne-Hoby 94:2                  | Stensättning                     |              | Bräkne-Hoby, Blekinge |       | 56.196400, 15.123414 | 10098800940002 | Ladda upp en bild av detta fornminne |
| Bräkne-Hoby 98:1                  | Röse                             |              | Bräkne-Hoby, Blekinge |       | 56.268224, 15.130690 | 10098800980001 | Ladda upp en bild av detta fornminne |
| Bräkne-Hoby 98:2                  | Stensättning                     |              | Bräkne-Hoby, Blekinge |       | 56.268013, 15.130820 | 10098800980002 | Ladda upp en bild av detta fornminne |
| Bräkne-Hoby 99:1                  | Stenkammargrav                   |              | Bräkne-Hoby, Blekinge |       | 56.267753, 15.130270 | 10098800990001 | Ladda upp en bild av detta fornminne |
| Bräkne-Hoby 99:2                  | Stensättning                     |              | Bräkne-Hoby, Blekinge |       | 56.267822, 15.130397 | 10098800990002 | Ladda upp en bild av detta fornminne |
| Bräkne-Hoby 99:3                  | Stensättning                     |              | Bräkne-Hoby, Blekinge |       | 56.267604, 15.130211 | 10098800990003 | Ladda upp en bild av detta fornminne |
| Bräkne-Hoby 99:4                  | Stensättning                     |              | Bräkne-Hoby, Blekinge |       | 56.267729, 15.129916 | 10098800990004 | Ladda upp en bild av detta fornminne |
| Bräkne-Hoby 100:1                 | Stensättning                     |              | Bräkne-Hoby, Blekinge |       | 56.267344, 15.129671 | 10098801000001 | Ladda upp en bild av detta fornminne |
| Bräkne-Hoby 101:1                 | Gravfält                         |              | Bräkne-Hoby, Blekinge |       | 56.184485, 15.098783 | 10098801010001 | Ladda upp en bild av detta fornminne |
| Bräkne-Hoby 102:1                 | Stensättning                     |              | Bräkne-Hoby, Blekinge |       | 56.182010, 15.100905 | 10098801020001 | Ladda upp en bild av detta fornminne |
| Bräkne-Hoby 102:2                 | Stensättning                     |              | Bräkne-Hoby, Blekinge |       | 56.181903, 15.100747 | 10098801020002 | Ladda upp en bild av detta fornminne |
| Bräkne-Hoby 104:1                 | Gravfält                         |              | Bräkne-Hoby, Blekinge |       | 56.183084, 15.099642 | 10098801040001 | Ladda upp en bild av detta fornminne |
| Bräkne-Hoby 105:1                 | Gravfält                         |              | Bräkne-Hoby, Blekinge |       | 56.182275, 15.099257 | 10098801050001 | Ladda upp en bild av detta fornminne |
| Bräkne-Hoby 109:1                 | Stensättning                     |              | Bräkne-Hoby, Blekinge |       | 56.180380, 15.093133 | 10098801090001 | Ladda upp en bild av detta fornminne |
| Bräkne-Hoby 110:1                 | Stensättning                     |              | Bräkne-Hoby, Blekinge |       | 56.183612, 15.089603 | 10098801100001 | Ladda upp en bild av detta fornminne |
| Bräkne-Hoby 111:1                 | Gravfält                         |              | Bräkne-Hoby, Blekinge |       | 56.182925, 15.089769 | 10098801110001 | Ladda upp en bild av detta fornminne |
| Bräkne-Hoby 112:1                 | Stensättning                     |              | Bräkne-Hoby, Blekinge |       | 56.181850, 15.089385 | 10098801120001 | Ladda upp en bild av detta fornminne |
| Bräkne-Hoby 112:2                 | Stensättning                     |              | Bräkne-Hoby, Blekinge |       | 56.181800, 15.089232 | 10098801120002 | Ladda upp en bild av detta fornminne |
| Bräkne-Hoby 113:1                 | Stensättning                     |              | Bräkne-Hoby, Blekinge |       | 56.181598, 15.088501 | 10098801130001 | Ladda upp en bild av detta fornminne |
| Bräkne-Hoby 114:1                 | Stensättning                     |              | Bräkne-Hoby, Blekinge |       | 56.181015, 15.087423 | 10098801140001 | Ladda upp en bild av detta fornminne |
| Bräkne-Hoby 114:2                 | Stensättning                     |              | Bräkne-Hoby, Blekinge |       | 56.180954, 15.087547 | 10098801140002 | Ladda upp en bild av detta fornminne |
| Bräkne-Hoby 115:1                 | Stensättning                     |              | Bräkne-Hoby, Blekinge |       | 56.180211, 15.085640 | 10098801150001 | Ladda upp en bild av detta fornminne |
| Bräkne-Hoby 116:1                 | Stensättning                     |              | Bräkne-Hoby, Blekinge |       | 56.174525, 15.098689 | 10098801160001 | Ladda upp en bild av detta fornminne |
| Bräkne-Hoby 118:1                 | Röse                             |              | Bräkne-Hoby, Blekinge |       | 56.181265, 15.090047 | 10098801180001 | Ladda upp en bild av detta fornminne |
| Bräkne-Hoby 119:1                 | Stensättning                     |              | Bräkne-Hoby, Blekinge |       | 56.186494, 15.082375 | 10098801190001 | Ladda upp en bild av detta fornminne |
| Bräkne-Hoby 119:2                 | Stensättning                     |              | Bräkne-Hoby, Blekinge |       | 56.186410, 15.082442 | 10098801190002 | Ladda upp en bild av detta fornminne |
| Bräkne-Hoby 120:1                 | Stensättning                     |              | Bräkne-Hoby, Blekinge |       | 56.186553, 15.084638 | 10098801200001 | Ladda upp en bild av detta fornminne |
| Bräkne-Hoby 120:2                 | Stensättning                     |              | Bräkne-Hoby, Blekinge |       | 56.186627, 15.084678 | 10098801200002 | Ladda upp en bild av detta fornminne |
| Bräkne-Hoby 121:1                 | Röse                             |              | Bräkne-Hoby, Blekinge |       | 56.184033, 15.083345 | 10098801210001 | Ladda upp en bild av detta fornminne |
| Bräkne-Hoby 121:2                 | Stensättning                     |              | Bräkne-Hoby, Blekinge |       | 56.183917, 15.083416 | 10098801210002 | Ladda upp en bild av detta fornminne |
| Bräkne-Hoby 122:1                 | Stensättning                     |              | Bräkne-Hoby, Blekinge |       | 56.183396, 15.085532 | 10098801220001 | Ladda upp en bild av detta fornminne |
| Bräkne-Hoby 123:1                 | Stensättning                     |              | Bräkne-Hoby, Blekinge |       | 56.178590, 15.084681 | 10098801230001 | Ladda upp en bild av detta fornminne |
| Bräkne-Hoby 124:1                 | Stensättning                     |              | Bräkne-Hoby, Blekinge |       | 56.187905, 15.084414 | 10098801240001 | Ladda upp en bild av detta fornminne |
| Bräkne-Hoby 125:1                 | Stensättning                     |              | Bräkne-Hoby, Blekinge |       | 56.192391, 15.091171 | 10098801250001 | Ladda upp en bild av detta fornminne |
| Bräkne-Hoby 126:1                 | Stensättning                     |              | Bräkne-Hoby, Blekinge |       | 56.195729, 15.083900 | 10098801260001 | Ladda upp en bild av detta fornminne |
| Bräkne-Hoby 126:2                 | Grav markerad av sten/block      |              | Bräkne-Hoby, Blekinge |       | 56.195427, 15.083523 | 10098801260002 | Ladda upp en bild av detta fornminne |
| Bräkne-Hoby 126:3                 | Grav markerad av sten/block      |              | Bräkne-Hoby, Blekinge |       | 56.195270, 15.083358 | 10098801260003 | Ladda upp en bild av detta fornminne |
| Bräkne-Hoby 127:1                 | Grav markerad av sten/block      |              | Bräkne-Hoby, Blekinge |       | 56.196897, 15.084848 | 10098801270001 | Ladda upp en bild av detta fornminne |
| Bräkne-Hoby 128:1                 | Grav markerad av sten/block      |              | Bräkne-Hoby, Blekinge |       | 56.197175, 15.086607 | 10098801280001 | Ladda upp en bild av detta fornminne |
| Bräkne-Hoby 129:1                 | Stensättning                     |              | Bräkne-Hoby, Blekinge |       | 56.199066, 15.093113 | 10098801290001 | Ladda upp en bild av detta fornminne |
| Bräkne-Hoby 130:1                 | Stensättning                     |              | Bräkne-Hoby, Blekinge |       | 56.200516, 15.094588 | 10098801300001 | Ladda upp en bild av detta fornminne |
| Bräkne-Hoby 131:1                 | Stensättning                     |              | Bräkne-Hoby, Blekinge |       | 56.209122, 15.094983 | 10098801310001 | Ladda upp en bild av detta fornminne |
| Bräkne-Hoby 132:1                 | Stensättning                     |              | Bräkne-Hoby, Blekinge |       | 56.207356, 15.096797 | 10098801320001 | Ladda upp en bild av detta fornminne |
| Bräkne-Hoby 133:1                 | Stensättning                     |              | Bräkne-Hoby, Blekinge |       | 56.209383, 15.097655 | 10098801330001 | Ladda upp en bild av detta fornminne |
| Bräkne-Hoby 134:1                 | Stensättning                     |              | Bräkne-Hoby, Blekinge |       | 56.209990, 15.098869 | 10098801340001 | Ladda upp en bild av detta fornminne |
| Bräkne-Hoby 134:2                 | Stensättning                     |              | Bräkne-Hoby, Blekinge |       | 56.210049, 15.098761 | 10098801340002 | Ladda upp en bild av detta fornminne |
| Bräkne-Hoby 135:1                 | Röse                             |              | Bräkne-Hoby, Blekinge |       | 56.213864, 15.095491 | 10098801350001 | Ladda upp en bild av detta fornminne |
| Bräkne-Hoby 136:1                 | Stensättning                     |              | Bräkne-Hoby, Blekinge |       | 56.174133, 15.103170 | 10098801360001 | Ladda upp en bild av detta fornminne |
| Bräkne-Hoby 137:1                 | Stensättning                     |              | Bräkne-Hoby, Blekinge |       | 56.172161, 15.098730 | 10098801370001 | Ladda upp en bild av detta fornminne |
| Bräkne-Hoby 138:1                 | Stensättning                     |              | Bräkne-Hoby, Blekinge |       | 56.170806, 15.096799 | 10098801380001 | Ladda upp en bild av detta fornminne |
| Bräkne-Hoby 139:1                 | Stensättning                     |              | Bräkne-Hoby, Blekinge |       | 56.168380, 15.098005 | 10098801390001 | Ladda upp en bild av detta fornminne |
| Bräkne-Hoby 140:1                 | Stensättning                     |              | Bräkne-Hoby, Blekinge |       | 56.167902, 15.096599 | 10098801400001 | Ladda upp en bild av detta fornminne |
| Bräkne-Hoby 141:1                 | Stensättning                     |              | Bräkne-Hoby, Blekinge |       | 56.166925, 15.095102 | 10098801410001 | Ladda upp en bild av detta fornminne |
| Bräkne-Hoby 144:1                 | Stensättning                     |              | Bräkne-Hoby, Blekinge |       | 56.168496, 15.084478 | 10098801440001 | Ladda upp en bild av detta fornminne |
| Bräkne-Hoby 145:1                 | Stensättning                     |              | Bräkne-Hoby, Blekinge |       | 56.171224, 15.093557 | 10098801450001 | Ladda upp en bild av detta fornminne |
| Bräkne-Hoby 146:1                 | Stensättning                     |              | Bräkne-Hoby, Blekinge |       | 56.167917, 15.083633 | 10098801460001 | Ladda upp en bild av detta fornminne |
| Bräkne-Hoby 147:1                 | Stensättning                     |              | Bräkne-Hoby, Blekinge |       | 56.164306, 15.083004 | 10098801470001 | Ladda upp en bild av detta fornminne |
| Bräkne-Hoby 148:1                 | Stensättning                     |              | Bräkne-Hoby, Blekinge |       | 56.166847, 15.084055 | 10098801480001 | Ladda upp en bild av detta fornminne |
| Bräkne-Hoby 149:1                 | Stensättning                     |              | Bräkne-Hoby, Blekinge |       | 56.166286, 15.083588 | 10098801490001 | Ladda upp en bild av detta fornminne |
| Bräkne-Hoby 150:1                 | Gravfält                         |              | Bräkne-Hoby, Blekinge |       | 56.164459, 15.096390 | 10098801500001 | Ladda upp en bild av detta fornminne |
| Bräkne-Hoby 151:1                 | Stensättning                     |              | Bräkne-Hoby, Blekinge |       | 56.169700, 15.083569 | 10098801510001 | Ladda upp en bild av detta fornminne |
| Bräkne-Hoby 151:2                 | Stensättning                     |              | Bräkne-Hoby, Blekinge |       | 56.169862, 15.082846 | 10098801510002 | Ladda upp en bild av detta fornminne |
| Bräkne-Hoby 151:3                 | Stensättning                     |              | Bräkne-Hoby, Blekinge |       | 56.169778, 15.083216 | 10098801510003 | Ladda upp en bild av detta fornminne |
| Bräkne-Hoby 151:4                 | Stensättning                     |              | Bräkne-Hoby, Blekinge |       | 56.169964, 15.083388 | 10098801510004 | Ladda upp en bild av detta fornminne |
| Bräkne-Hoby 152:1                 | Röse                             |              | Bräkne-Hoby, Blekinge |       | 56.169182, 15.081548 | 10098801520001 | Ladda upp en bild av detta fornminne |
| Bräkne-Hoby 152:2                 | Stensättning                     |              | Bräkne-Hoby, Blekinge |       | 56.169243, 15.081674 | 10098801520002 | Ladda upp en bild av detta fornminne |
| Bräkne-Hoby 153:1                 | Stensättning                     |              | Bräkne-Hoby, Blekinge |       | 56.156594, 15.095889 | 10098801530001 | Ladda upp en bild av detta fornminne |
| Bräkne-Hoby 154:1                 | Stensättning                     |              | Bräkne-Hoby, Blekinge |       | 56.157781, 15.098973 | 10098801540001 | Ladda upp en bild av detta fornminne |
| Bräkne-Hoby 155:1                 | Stensättning                     |              | Bräkne-Hoby, Blekinge |       | 56.185937, 15.086628 | 10098801550001 | Ladda upp en bild av detta fornminne |
| Bräkne-Hoby 156:1                 | Stensättning                     |              | Bräkne-Hoby, Blekinge |       | 56.218120, 15.085847 | 10098801560001 | Ladda upp en bild av detta fornminne |
| Bräkne-Hoby 157:1                 | Grav markerad av sten/block      |              | Bräkne-Hoby, Blekinge |       | 56.218185, 15.084795 | 10098801570001 | Ladda upp en bild av detta fornminne |
| Bräkne-Hoby 157:2                 | Grav markerad av sten/block      |              | Bräkne-Hoby, Blekinge |       | 56.218247, 15.084903 | 10098801570002 | Ladda upp en bild av detta fornminne |
| Bräkne-Hoby 158:1                 | Stensättning                     |              | Bräkne-Hoby, Blekinge |       | 56.221920, 15.080640 | 10098801580001 | Ladda upp en bild av detta fornminne |
| Bräkne-Hoby 161:1                 | Grav markerad av sten/block      |              | Bräkne-Hoby, Blekinge |       | 56.241013, 15.089354 | 10098801610001 | Ladda upp en bild av detta fornminne |
| Bräkne-Hoby 161:2                 | Grav markerad av sten/block      |              | Bräkne-Hoby, Blekinge |       | 56.241095, 15.089609 | 10098801610002 | Ladda upp en bild av detta fornminne |
| Bräkne-Hoby 161:3                 | Grav markerad av sten/block      |              | Bräkne-Hoby, Blekinge |       | 56.241160, 15.089676 | 10098801610003 | Ladda upp en bild av detta fornminne |
| Bräkne-Hoby 164:1                 | Gravfält                         |              | Bräkne-Hoby, Blekinge |       | 56.247953, 15.092161 | 10098801640001 | Ladda upp en bild av detta fornminne |
| Bräkne-Hoby 165:1                 | Stensättning                     |              | Bräkne-Hoby, Blekinge |       | 56.247183, 15.091142 | 10098801650001 | Ladda upp en bild av detta fornminne |
| Bräkne-Hoby 165:2                 | Stensättning                     |              | Bräkne-Hoby, Blekinge |       | 56.247182, 15.091625 | 10098801650002 | Ladda upp en bild av detta fornminne |
| Bräkne-Hoby 165:3                 | Stensättning                     |              | Bräkne-Hoby, Blekinge |       | 56.247335, 15.091584 | 10098801650003 | Ladda upp en bild av detta fornminne |
| Bräkne-Hoby 165:4                 | Stensättning                     |              | Bräkne-Hoby, Blekinge |       | 56.247282, 15.091395 | 10098801650004 | Ladda upp en bild av detta fornminne |
| Bräkne-Hoby 166:1                 | Röse                             |              | Bräkne-Hoby, Blekinge |       | 56.142742, 15.126840 | 10098801660001 | Ladda upp en bild av detta fornminne |
| Bräkne-Hoby 167:1                 | Röse                             |              | Bräkne-Hoby, Blekinge |       | 56.147516, 15.107357 | 10098801670001 | Ladda upp en bild av detta fornminne |
| Bräkne-Hoby 167:2                 | Stensättning                     |              | Bräkne-Hoby, Blekinge |       | 56.147480, 15.107085 | 10098801670002 | Ladda upp en bild av detta fornminne |
| Bräkne-Hoby 168:1                 | Stensättning                     |              | Bräkne-Hoby, Blekinge |       | 56.158870, 15.099108 | 10098801680001 | Ladda upp en bild av detta fornminne |
| Bräkne-Hoby 169:1                 | Stensättning                     |              | Bräkne-Hoby, Blekinge |       | 56.159743, 15.099867 | 10098801690001 | Ladda upp en bild av detta fornminne |
| Bräkne-Hoby 171:1                 | Grav markerad av sten/block      |              | Bräkne-Hoby, Blekinge |       | 56.267146, 15.119095 | 10098801710001 | Ladda upp en bild av detta fornminne |
| Bräkne-Hoby 171:2                 | Grav markerad av sten/block      |              | Bräkne-Hoby, Blekinge |       | 56.267228, 15.118923 | 10098801710002 | Ladda upp en bild av detta fornminne |
| Bräkne-Hoby 171:3                 | Grav markerad av sten/block      |              | Bräkne-Hoby, Blekinge |       | 56.267217, 15.119029 | 10098801710003 | Ladda upp en bild av detta fornminne |
| Bräkne-Hoby 173:1                 | Stensättning                     |              | Bräkne-Hoby, Blekinge |       | 56.280117, 15.182930 | 10098801730001 | Ladda upp en bild av detta fornminne |
| Bräkne-Hoby 174:1                 | Stensättning                     |              | Bräkne-Hoby, Blekinge |       | 56.281181, 15.182330 | 10098801740001 | Ladda upp en bild av detta fornminne |
| Bräkne-Hoby 175:1                 | Stensättning                     |              | Bräkne-Hoby, Blekinge |       | 56.281699, 15.178177 | 10098801750001 | Ladda upp en bild av detta fornminne |
| Bräkne-Hoby 176:1                 | Grav markerad av sten/block      |              | Bräkne-Hoby, Blekinge |       | 56.285410, 15.180331 | 10098801760001 | Ladda upp en bild av detta fornminne |
| Bräkne-Hoby 177:1                 | Stensättning                     |              | Bräkne-Hoby, Blekinge |       | 56.268014, 15.179232 | 10098801770001 | Ladda upp en bild av detta fornminne |
| Bräkne-Hoby 179:1                 | Stenkrets                        |              | Bräkne-Hoby, Blekinge |       | 56.302033, 15.182142 | 10098801790001 | Ladda upp en bild av detta fornminne |
| Bräkne-Hoby 179:2                 | Stensättning                     |              | Bräkne-Hoby, Blekinge |       | 56.302023, 15.182351 | 10098801790002 | Ladda upp en bild av detta fornminne |
| Bräkne-Hoby 180:1                 | Stensättning                     |              | Bräkne-Hoby, Blekinge |       | 56.300641, 15.180861 | 10098801800001 | Ladda upp en bild av detta fornminne |
| Bräkne-Hoby 183:1                 | Grav markerad av sten/block      |              | Bräkne-Hoby, Blekinge |       | 56.286392, 15.179793 | 10098801830001 | Ladda upp en bild av detta fornminne |
| Bräkne-Hoby 184:1                 | Stensättning                     |              | Bräkne-Hoby, Blekinge |       | 56.312581, 15.178286 | 10098801840001 | Ladda upp en bild av detta fornminne |
| Bräkne-Hoby 184:2                 | Stensättning                     |              | Bräkne-Hoby, Blekinge |       | 56.312332, 15.178220 | 10098801840002 | Ladda upp en bild av detta fornminne |
| Bräkne-Hoby 184:3                 | Stensättning                     |              | Bräkne-Hoby, Blekinge |       | 56.312047, 15.178484 | 10098801840003 | Ladda upp en bild av detta fornminne |
| Bräkne-Hoby 185:1                 | Stensättning                     |              | Bräkne-Hoby, Blekinge |       | 56.245021, 15.093251 | 10098801850001 | Ladda upp en bild av detta fornminne |
| Bräkne-Hoby 186:1                 | Gravfält                         |              | Bräkne-Hoby, Blekinge |       | 56.243644, 15.093493 | 10098801860001 | Ladda upp en bild av detta fornminne |
| Bräkne-Hoby 187:1                 | Röse                             |              | Bräkne-Hoby, Blekinge |       | 56.243127, 15.098294 | 10098801870001 | Ladda upp en bild av detta fornminne |
| Bräkne-Hoby 189:1                 | Stensättning                     |              | Bräkne-Hoby, Blekinge |       | 56.211293, 15.159081 | 10098801890001 | Ladda upp en bild av detta fornminne |
| Bräkne-Hoby 192:1                 | Stensättning                     |              | Bräkne-Hoby, Blekinge |       | 56.208674, 15.168907 | 10098801920001 | Ladda upp en bild av detta fornminne |
| Bräkne-Hoby 193:1                 | Grav markerad av sten/block      |              | Bräkne-Hoby, Blekinge |       | 56.209009, 15.171150 | 10098801930001 | Ladda upp en bild av detta fornminne |
| Bräkne-Hoby 196:1                 | Stensättning                     |              | Bräkne-Hoby, Blekinge |       | 56.163282, 15.091785 | 10098801960001 | Ladda upp en bild av detta fornminne |
| Bräkne-Hoby 197:1                 | Stensättning                     |              | Bräkne-Hoby, Blekinge |       | 56.162701, 15.092028 | 10098801970001 | Ladda upp en bild av detta fornminne |
| Bräkne-Hoby 198:1                 | Stensättning                     |              | Bräkne-Hoby, Blekinge |       | 56.162277, 15.091615 | 10098801980001 | Ladda upp en bild av detta fornminne |
| Bräkne-Hoby 199:1                 | Stensättning                     |              | Bräkne-Hoby, Blekinge |       | 56.160642, 15.089739 | 10098801990001 | Ladda upp en bild av detta fornminne |
| Bräkne-Hoby 200:1                 | Stensättning                     |              | Bräkne-Hoby, Blekinge |       | 56.160113, 15.091863 | 10098802000001 | Ladda upp en bild av detta fornminne |
| Bräkne-Hoby 201:1                 | Stensättning                     |              | Bräkne-Hoby, Blekinge |       | 56.277053, 15.126481 | 10098802010001 | Ladda upp en bild av detta fornminne |
| Bräkne-Hoby 201:2                 | Stensättning                     |              | Bräkne-Hoby, Blekinge |       | 56.277094, 15.126058 | 10098802010002 | Ladda upp en bild av detta fornminne |
| Bräkne-Hoby 201:3                 | Stensättning                     |              | Bräkne-Hoby, Blekinge |       | 56.276939, 15.126934 | 10098802010003 | Ladda upp en bild av detta fornminne |
| Bräkne-Hoby 202:1                 | Stensättning                     |              | Bräkne-Hoby, Blekinge |       | 56.276535, 15.126528 | 10098802020001 | Ladda upp en bild av detta fornminne |
| Bräkne-Hoby 203:1                 | Stensättning                     |              | Bräkne-Hoby, Blekinge |       | 56.260981, 15.139944 | 10098802030001 | Ladda upp en bild av detta fornminne |
| Bräkne-Hoby 210:1                 | Hällristning                     |              | Bräkne-Hoby, Blekinge |       | 56.269577, 15.126685 | 10098802100001 | Ladda upp en bild av detta fornminne |
| Bräkne-Hoby 212:1                 | Hällristning                     |              | Bräkne-Hoby, Blekinge |       | 56.268249, 15.127948 | 10098802120001 | Ladda upp en bild av detta fornminne |
| Bräkne-Hoby 218:1                 | Hällristning                     |              | Bräkne-Hoby, Blekinge |       | 56.188356, 15.109476 | 10098802180001 | Ladda upp en bild av detta fornminne |
| Bräkne-Hoby 219:1                 | Hällristning                     |              | Bräkne-Hoby, Blekinge |       | 56.187173, 15.109356 | 10098802190001 | Ladda upp en bild av detta fornminne |
| Bräkne-Hoby 220:1                 | Hällristning                     |              | Bräkne-Hoby, Blekinge |       | 56.185748, 15.117678 | 10098802200001 | Ladda upp en bild av detta fornminne |
| Bräkne-Hoby 221:1                 | Hällristning                     |              | Bräkne-Hoby, Blekinge |       | 56.186281, 15.117656 | 10098802210001 | Ladda upp en bild av detta fornminne |
| Bräkne-Hoby 222:1                 | Hällristning                     |              | Bräkne-Hoby, Blekinge |       | 56.186684, 15.123406 | 10098802220001 | Ladda upp en bild av detta fornminne |
| Bräkne-Hoby 222:2                 | Hällristning                     |              | Bräkne-Hoby, Blekinge |       | 56.186481, 15.122990 | 10098802220002 | Ladda upp en bild av detta fornminne |
| Bräkne-Hoby 223:1                 | Stensättning                     |              | Bräkne-Hoby, Blekinge |       | 56.178685, 15.129187 | 10098802230001 | Ladda upp en bild av detta fornminne |
| Bräkne-Hoby 224:1                 | Stensättning                     |              | Bräkne-Hoby, Blekinge |       | 56.159675, 15.093026 | 10098802240001 | Ladda upp en bild av detta fornminne |
| Bräkne-Hoby 224:2                 | Stensättning                     |              | Bräkne-Hoby, Blekinge |       | 56.159657, 15.092617 | 10098802240002 | Ladda upp en bild av detta fornminne |
| Bräkne-Hoby 225:1                 | Stensättning                     |              | Bräkne-Hoby, Blekinge |       | 56.159262, 15.093250 | 10098802250001 | Ladda upp en bild av detta fornminne |
| Bräkne-Hoby 226:1                 | Stensättning                     |              | Bräkne-Hoby, Blekinge |       | 56.158937, 15.094718 | 10098802260001 | Ladda upp en bild av detta fornminne |
| Bräkne-Hoby 227:1                 | Stensättning                     |              | Bräkne-Hoby, Blekinge |       | 56.158566, 15.095553 | 10098802270001 | Ladda upp en bild av detta fornminne |
| Bräkne-Hoby 228:1                 | Stensättning                     |              | Bräkne-Hoby, Blekinge |       | 56.158411, 15.097122 | 10098802280001 | Ladda upp en bild av detta fornminne |
| Bräkne-Hoby 229:1                 | Stensättning                     |              | Bräkne-Hoby, Blekinge |       | 56.158728, 15.097586 | 10098802290001 | Ladda upp en bild av detta fornminne |
| Bräkne-Hoby 232:1                 | Röse                             |              | Bräkne-Hoby, Blekinge |       | 56.144597, 15.070923 | 10098802320001 | Ladda upp en bild av detta fornminne |
| Bräkne-Hoby 233:1                 | Röse                             |              | Bräkne-Hoby, Blekinge |       | 56.137710, 15.078696 | 10098802330001 | Ladda upp en bild av detta fornminne |
| Bräkne-Hoby 237:1                 | Stensättning                     |              | Bräkne-Hoby, Blekinge |       | 56.176000, 15.077023 | 10098802370001 | Ladda upp en bild av detta fornminne |
| Bräkne-Hoby 237:2                 | Stensättning                     |              | Bräkne-Hoby, Blekinge |       | 56.175925, 15.077102 | 10098802370002 | Ladda upp en bild av detta fornminne |
| Bräkne-Hoby 238:1                 | Stensättning                     |              | Bräkne-Hoby, Blekinge |       | 56.177319, 15.081357 | 10098802380001 | Ladda upp en bild av detta fornminne |
| 1) Lillaröret (Bräkne-Hoby 239:1) | Röse                             |              | Bräkne-Hoby, Blekinge |       | 56.184335, 15.079731 | 10098802390001 | Ladda upp en bild av detta fornminne |
| 1) Lillaröret (Bräkne-Hoby 239:2) | Stensättning                     |              | Bräkne-Hoby, Blekinge |       | 56.184476, 15.079931 | 10098802390002 | Ladda upp en bild av detta fornminne |
| 1) Lillaröret (Bräkne-Hoby 239:3) | Stensättning                     |              | Bräkne-Hoby, Blekinge |       | 56.184656, 15.079898 | 10098802390003 | Ladda upp en bild av detta fornminne |
| 1) Lillaröret (Bräkne-Hoby 239:4) | Stensättning                     |              | Bräkne-Hoby, Blekinge |       | 56.184596, 15.080035 | 10098802390004 | Ladda upp en bild av detta fornminne |
| Bräkne-Hoby 242:1                 | Stensättning                     |              | Bräkne-Hoby, Blekinge |       | 56.183625, 15.071204 | 10098802420001 | Ladda upp en bild av detta fornminne |
| Bräkne-Hoby 243:1                 | Stensättning                     |              | Bräkne-Hoby, Blekinge |       | 56.183004, 15.065978 | 10098802430001 | Ladda upp en bild av detta fornminne |
| Bräkne-Hoby 244:1                 | Stensättning                     |              | Bräkne-Hoby, Blekinge |       | 56.184675, 15.066138 | 10098802440001 | Ladda upp en bild av detta fornminne |
| Bräkne-Hoby 245:1                 | Röse                             |              | Bräkne-Hoby, Blekinge |       | 56.195021, 15.072909 | 10098802450001 | Ladda upp en bild av detta fornminne |
| Bräkne-Hoby 245:2                 | Stensättning                     |              | Bräkne-Hoby, Blekinge |       | 56.194865, 15.073186 | 10098802450002 | Ladda upp en bild av detta fornminne |
| Bräkne-Hoby 246:1                 | Stensättning                     |              | Bräkne-Hoby, Blekinge |       | 56.194979, 15.074760 | 10098802460001 | Ladda upp en bild av detta fornminne |
| Bräkne-Hoby 247:1                 | Stensättning                     |              | Bräkne-Hoby, Blekinge |       | 56.194199, 15.075035 | 10098802470001 | Ladda upp en bild av detta fornminne |
| Bräkne-Hoby 247:2                 | Stensättning                     |              | Bräkne-Hoby, Blekinge |       | 56.194260, 15.074882 | 10098802470002 | Ladda upp en bild av detta fornminne |
| Bräkne-Hoby 248:1                 | Stensättning                     |              | Bräkne-Hoby, Blekinge |       | 56.194934, 15.069244 | 10098802480001 | Ladda upp en bild av detta fornminne |
| Bräkne-Hoby 249:1                 | Röse                             |              | Bräkne-Hoby, Blekinge |       | 56.193925, 15.067452 | 10098802490001 | Ladda upp en bild av detta fornminne |
| Bräkne-Hoby 249:2                 | Stensättning                     |              | Bräkne-Hoby, Blekinge |       | 56.194111, 15.067149 | 10098802490002 | Ladda upp en bild av detta fornminne |
| Bräkne-Hoby 250:1                 | Stensättning                     |              | Bräkne-Hoby, Blekinge |       | 56.162755, 15.072795 | 10098802500001 | Ladda upp en bild av detta fornminne |
| Bräkne-Hoby 253:1                 | Stensättning                     |              | Bräkne-Hoby, Blekinge |       | 56.173766, 15.081869 | 10098802530001 | Ladda upp en bild av detta fornminne |
| Bräkne-Hoby 253:2                 | Stensättning                     |              | Bräkne-Hoby, Blekinge |       | 56.173835, 15.081928 | 10098802530002 | Ladda upp en bild av detta fornminne |
| Bräkne-Hoby 254:1                 | Stensättning                     |              | Bräkne-Hoby, Blekinge |       | 56.174743, 15.081792 | 10098802540001 | Ladda upp en bild av detta fornminne |
| Bräkne-Hoby 255:1                 | Hällristning                     |              | Bräkne-Hoby, Blekinge |       | 56.198895, 15.067289 | 10098802550001 | Ladda upp en bild av detta fornminne |
| Bräkne-Hoby 256:1                 | Hällristning                     |              | Bräkne-Hoby, Blekinge |       | 56.202236, 15.072408 | 10098802560001 | Ladda upp en bild av detta fornminne |
| Bräkne-Hoby 257:1                 | Stensättning                     |              | Bräkne-Hoby, Blekinge |       | 56.201603, 15.076797 | 10098802570001 | Ladda upp en bild av detta fornminne |
| Bräkne-Hoby 258:1                 | Stensättning                     |              | Bräkne-Hoby, Blekinge |       | 56.203170, 15.079268 | 10098802580001 | Ladda upp en bild av detta fornminne |
| Bräkne-Hoby 260:1                 | Stensättning                     |              | Bräkne-Hoby, Blekinge |       | 56.222829, 15.077987 | 10098802600001 | Ladda upp en bild av detta fornminne |
| Bräkne-Hoby 261:1                 | Stensättning                     |              | Bräkne-Hoby, Blekinge |       | 56.218707, 15.069888 | 10098802610001 | Ladda upp en bild av detta fornminne |
| Bräkne-Hoby 263:1                 | Stensättning                     |              | Bräkne-Hoby, Blekinge |       | 56.217076, 15.074241 | 10098802630001 | Ladda upp en bild av detta fornminne |
| Bräkne-Hoby 268:1                 | Hällristning                     |              | Bräkne-Hoby, Blekinge |       | 56.199205, 15.089305 | 10098802680001 | Ladda upp en bild av detta fornminne |
| Bräkne-Hoby 347                   | Grav markerad av sten/block      |              | Bräkne-Hoby, Blekinge |       | 56.195972, 15.126262 | 12000000056987 | Ladda upp en bild av detta fornminne |
| Bräkne-Hoby 364                   | Stensättning                     |              | Bräkne-Hoby, Blekinge |       | 56.210420, 15.138643 | 12000000057191 | Ladda upp en bild av detta fornminne |
| Bräkne-Hoby 704                   | Stensättning                     |              | Bräkne-Hoby, Blekinge |       | 56.257588, 15.110612 | 12000000100746 | Ladda upp en bild av detta fornminne |
| Bräkne-Hoby 885                   | Hällristning                     |              | Bräkne-Hoby, Blekinge |       | 56.184459, 15.091557 | 12000000102279 | Ladda upp en bild av detta fornminne |
| Bräkne-Hoby 893                   | Stensättning                     |              | Bräkne-Hoby, Blekinge |       | 56.195019, 15.073160 | 12000000102288 | Ladda upp en bild av detta fornminne |
| Bräkne-Hoby 894                   | Stensättning                     |              | Bräkne-Hoby, Blekinge |       | 56.195141, 15.072616 | 12000000102289 | Ladda upp en bild av detta fornminne |
| Bräkne-Hoby 904                   | Hällristning                     |              | Bräkne-Hoby, Blekinge |       | 56.184459, 15.091557 | 12000000102299 | Ladda upp en bild av detta fornminne |
| Bräkne-Hoby 912                   | Stensättning                     |              | Bräkne-Hoby, Blekinge |       | 56.195019, 15.073160 | 12000000102308 | Ladda upp en bild av detta fornminne |
| Bräkne-Hoby 913                   | Stensättning                     |              | Bräkne-Hoby, Blekinge |       | 56.195141, 15.072616 | 12000000102309 | Ladda upp en bild av detta fornminne |
| Bräkne-Hoby 926                   | Hällristning                     |              | Bräkne-Hoby, Blekinge |       | 56.184177, 15.124744 | 12000000119871 | Ladda upp en bild av detta fornminne |
| Bräkne-Hoby 927                   | Hällristning                     |              | Bräkne-Hoby, Blekinge |       | 56.184662, 15.122324 | 12000000119873 | Ladda upp en bild av detta fornminne |
| Bräkne-Hoby 928                   | Hällristning                     |              | Bräkne-Hoby, Blekinge |       | 56.190017, 15.106704 | 12000000119875 | Ladda upp en bild av detta fornminne |
| Bräkne-Hoby 929                   | Hällristning                     |              | Bräkne-Hoby, Blekinge |       | 56.193383, 15.102001 | 12000000119877 | Ladda upp en bild av detta fornminne |
| Bräkne-Hoby 930                   | Hällristning                     |              | Bräkne-Hoby, Blekinge |       | 56.187789, 15.122118 | 12000000119879 | Ladda upp en bild av detta fornminne |
| Bräkne-Hoby 931                   | Hällristning                     |              | Bräkne-Hoby, Blekinge |       | 56.192823, 15.103842 | 12000000119881 | Ladda upp en bild av detta fornminne |
| Bräkne-Hoby 932                   | Hällristning                     |              | Bräkne-Hoby, Blekinge |       | 56.183023, 15.120668 | 12000000119883 | Ladda upp en bild av detta fornminne |
| Bräkne-Hoby 933                   | Hällristning                     |              | Bräkne-Hoby, Blekinge |       | 56.184742, 15.122036 | 12000000119885 | Ladda upp en bild av detta fornminne |
| Bräkne-Hoby 934                   | Hällristning                     |              | Bräkne-Hoby, Blekinge |       | 56.190725, 15.108516 | 12000000119887 | Ladda upp en bild av detta fornminne |
| Bräkne-Hoby 935                   | Stensättning                     |              | Bräkne-Hoby, Blekinge |       | 56.192756, 15.106756 | 12000000119889 | Ladda upp en bild av detta fornminne |
| Bräkne-Hoby 936                   | Hällristning                     |              | Bräkne-Hoby, Blekinge |       | 56.192151, 15.104673 | 12000000119890 | Ladda upp en bild av detta fornminne |
| Bräkne-Hoby 937                   | Hällristning                     |              | Bräkne-Hoby, Blekinge |       | 56.193377, 15.102860 | 12000000119892 | Ladda upp en bild av detta fornminne |
| Bräkne-Hoby 938                   | Hällristning                     |              | Bräkne-Hoby, Blekinge |       | 56.192347, 15.106561 | 12000000119894 | Ladda upp en bild av detta fornminne |
| Bräkne-Hoby 939                   | Hällristning                     |              | Bräkne-Hoby, Blekinge |       | 56.186388, 15.121288 | 12000000129871 | Ladda upp en bild av detta fornminne |
| Bräkne-Hoby 940                   | Hällristning                     |              | Bräkne-Hoby, Blekinge |       | 56.197483, 15.118397 | 12000000135824 | Ladda upp en bild av detta fornminne |
| Bräkne-Hoby 941                   | Hällristning                     |              | Bräkne-Hoby, Blekinge |       | 56.196212, 15.120761 | 12000000135826 | Ladda upp en bild av detta fornminne |
| Bräkne-Hoby 942                   | Hällristning                     |              | Bräkne-Hoby, Blekinge |       | 56.195769, 15.123008 | 12000000135829 | Ladda upp en bild av detta fornminne |
| Bräkne-Hoby 943                   | Hällristning                     |              | Bräkne-Hoby, Blekinge |       | 56.198395, 15.079835 | 12000000135831 | Ladda upp en bild av detta fornminne |
| Bräkne-Hoby 944                   | Hällristning                     |              | Bräkne-Hoby, Blekinge |       | 56.200820, 15.078054 | 12000000135834 | Ladda upp en bild av detta fornminne |
| Bräkne-Hoby 946                   | Hällristning                     |              | Bräkne-Hoby, Blekinge |       | 56.198489, 15.117124 | 12000000135839 | Ladda upp en bild av detta fornminne |
| Bräkne-Hoby 951                   | Hällristning                     |              | Bräkne-Hoby, Blekinge |       | 56.211027, 15.112998 | 12000000135884 | Ladda upp en bild av detta fornminne |
| Bräkne-Hoby 952                   | Hällristning                     |              | Bräkne-Hoby, Blekinge |       | 56.214338, 15.100195 | 12000000135894 | Ladda upp en bild av detta fornminne |
| Bräkne-Hoby 954                   | Stensättning                     |              | Bräkne-Hoby, Blekinge |       | 56.181764, 15.099015 | 12000000136077 | Ladda upp en bild av detta fornminne |
| Bräkne-Hoby 956                   | Grav markerad av sten/block      |              | Bräkne-Hoby, Blekinge |       | 56.181165, 15.089953 | 12000000136085 | Ladda upp en bild av detta fornminne |
| Bräkne-Hoby 957                   | Stensättning                     |              | Bräkne-Hoby, Blekinge |       | 56.181235, 15.089925 | 12000000136185 | Ladda upp en bild av detta fornminne |
| Bräkne-Hoby 958                   | Stensättning                     |              | Bräkne-Hoby, Blekinge |       | 56.181213, 15.089836 | 12000000136186 | Ladda upp en bild av detta fornminne |